# Kawira Mwirichia
Kawira Mwirichia (1986-2020) fue una artista y curadora lesbiana de Kenia que vivía en el río Athi. Fue una artista multidisciplinaria conocida internacionalmente por sus kangas junto con medios artísticos más tradicionales como la pintura, el dibujo y la escultura.

## Trayectoria
Kawira Mwirichia nació en 1986. Estudió en la Universidad de Nairobi (2007-2012) y se licenció en Ingeniería Civil. A través de Astraea Commslab, Mwirichia tomó un curso de activismo LGBT en línea. Su formación artística formal provino de cursos de diseño gráfico y web en el Instituto de Tecnología Avanzada y en el Instituto de Estudios Empresariales de Nairobi.

## Obras

### Revolutionary Type Love
Mwirichia tenía como objetivo crear Kangas para los 196 países del mundo. Su diseño está inspirado en los momentos históricos de cada país en su lucha por los derechos LGBT. Los kangas son textiles de algodón tradicionales del este de África con palabras en swahili. Uno de los usos es parte de la ceremonia matrimonial, donde se coloca en el suelo para recibir a la novia y llevarla a la boda, o recibir y celebrar a los novios.
Mwirichia afirmó que "En Nairobi, Kenia, hay dos escenas artísticas diferentes: Está el llamado mercado Masai, que se basa en artesanías tradicionales y costumbres tribales, y está la escena del arte contemporáneo, de gente que está experimentando con otras formas de expresión". Su obra Revolutionary Type Love, crea un diálogo entre estos dos mundos creativos, ya que utilizó textiles tradicionales para crear arte contemporáneo.

### ¡Lez Ka-lour!: Un libro para colorear del KamaSutra lésbico
Otra creación suya fue un libro para colorear de diez páginas sobre posiciones lésbicas del KamaSutra.